# Туловице Немодлинске
Туловице Немодлинске (на полски: Tułowice Niemodlińskie) е железопътна гара в Туловице, Южна Полша.
Разположена е на железопътна линия 287 (Ополе Запад – Ниса)